# Sigtuna ångbåtslinjer
Sigtuna ångbåtslinjer var den gods- och passagerartrafik med ångbåt som tidigare bedrevs på Sigtuna.
Redan då Uppsala fick ångbåtstrafik på 1820-talet kom Sigtuna att bli en av anhalterna längs resvägen. Trafiken kunde dock endast nyttjas för passagerare och inte för gods, då det inte fanns någon lämplig brygga i staden. Malmbryggan var den enda lämpade och den var belägen så långt in i farleden att det avsevärt skulle ha försenat trafiken Stockholm-Uppsala att lägga till där. I stället roddes de passagerare som ville med ångbåtarna ut till denna som väntade i farleden.
15 april 1856 instiftades dock Sigtuna ångfartygsbolag eller Sigtuna ångbåtsbolag (båda namnen förekommer i handlingarna) och redan i maj sattes dess fartyg Sigtuna in i trafik på rutten Sigtuna-Stockholm. Företaget bar sig dock inte och redan 1859 upphörde Sigtunas rutter och i maj 1860 såldes hjulångaren till Borgå i Finland.

## Bockholmssunds Ångbåtsbolag
- Mälaren (byggd 1861) i trafik Stockholm-Sigtuna-Örsundsbro 1869-1871
- Upland  i trafik Stockholm-Sigtuna-Örsundsbro 1871-1881
- Engsö i trafik Stockholm-Sigtuna-Örsundbro 1880

## Uplands Ångbåtsbolag / Ångfartygsaktiebolaget Uppland
- Upland  i trafik Stockholm-Sigtuna-Örsundsbro 1881-1902

## Ångfartygsbolaget Svartsjölandet
- Sigtuna i trafik Stockholm-Sigtuna-Örsundsbro 1901 och åter 1911-1916
- Upland  i trafik Stockholm-Sigtuna-Örsundsbro 1902-1931
- Hugo Tamm i trafik Stockholm-Sigtuna-Örsundsbro 1931-1935
- Bayard i trafik Stockholm-Sigtuna-Örsundsbro 1936

## Ångbåtsbolaget Wenngarn / Rederibolaget Wenngarn / Wenngarns Ångfartygsbolag
- Wenngarn i trafik Stockholm-Löfstaholm (angörande Stäket, Runsa, Steninge, Sigtuna och Wenngarn) 1873-1877

## Sigtuna-Örsundsbro nya Ångfartygsaktiebolag
- Nya Örsundsbro i trafik Stockholm-Sigtuna-Örsundsbro 1880-1888
- Sigtuna i trafik Stockholm-Sigtuna-Örsundsbro 1888-1901

## Ångfartygsaktiebolaget Sigtuna-Sko
- Skokloster i trafik Stockholm-Sigtuna-Skokloster 1900-1910